# Matteo Bottiglieri
Matteo Bottiglieri (1684–1757) est un sculpteur et peintre italien qui fut actif à Naples.

## Biographie et œuvres

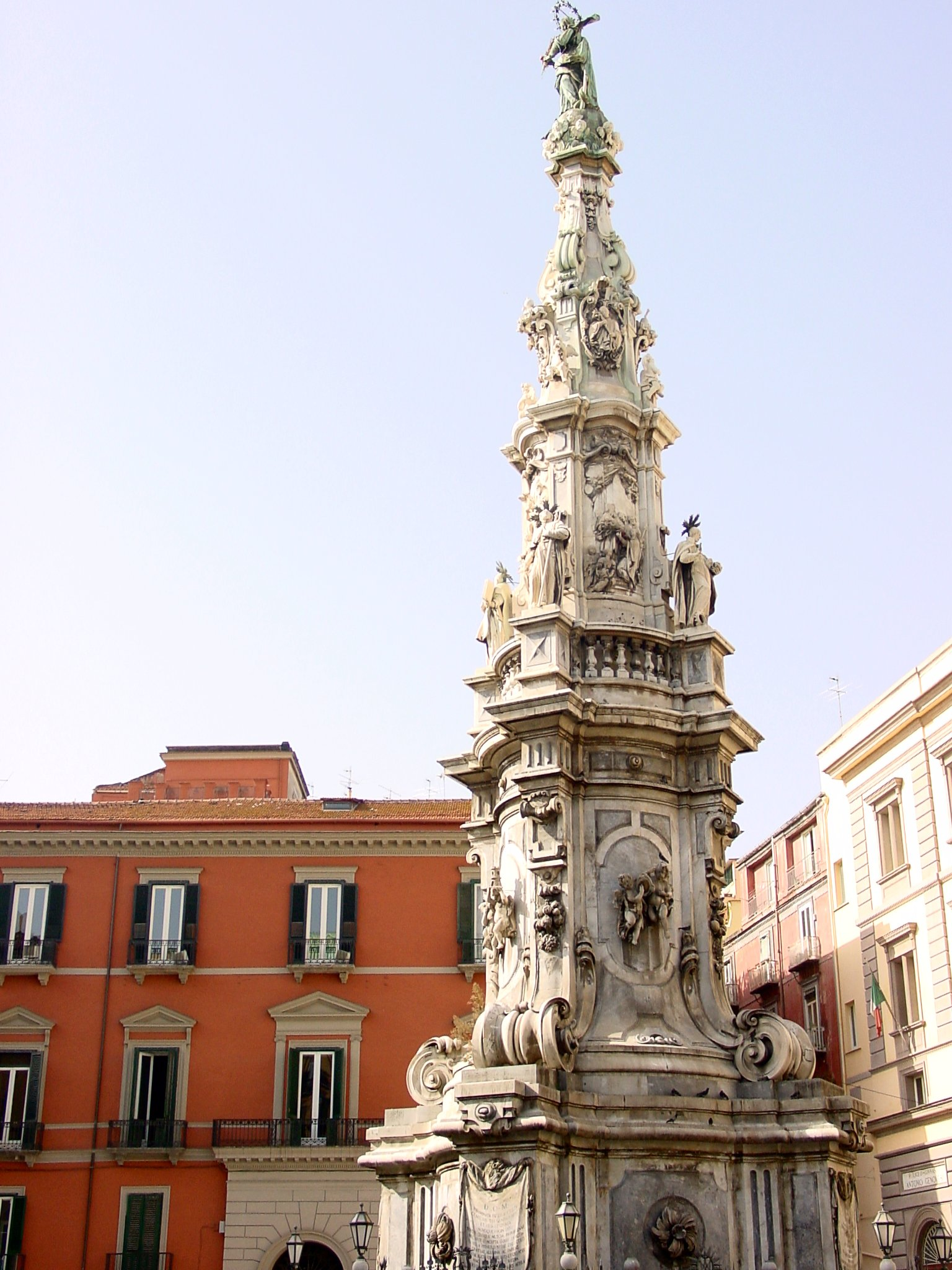
Flèche de Guglia de l'Immaculée Conception à Naples

L'une de ses premières œuvres en 1724 est un marbre : Le Christ déposé, qui se trouve dans la crypte de la cathédrale de Capoue, probablement exécuté d'après des dessins de Francesco Solimena. En 1733, il réalise trois œuvres pour la cathédrale de Salerne, et la même année, il participe à la décoration de l'église San Giuseppe dei Ruffi à Naples.
Entre 1747-1750, avec Francesco Pagani, il travaille à la flèche de Guglia de l'Immaculée Conception sur la place Gesù Nuovo. Il a également exécuté de nombreux dessins représentant des bergers, utilisés comme modèles pour des personnages dans des scènes de la Nativité. Certains font partie de la collection du palais de Caserte. On lui attribue également un groupe du « Christ et la Samaritaine » dans le cloître de San Gregorio Armeno, ainsi que le sépulcre d'Alessandro Vicentini dans le transept droit de l'église San Domenico Maggiore.

## Galerie

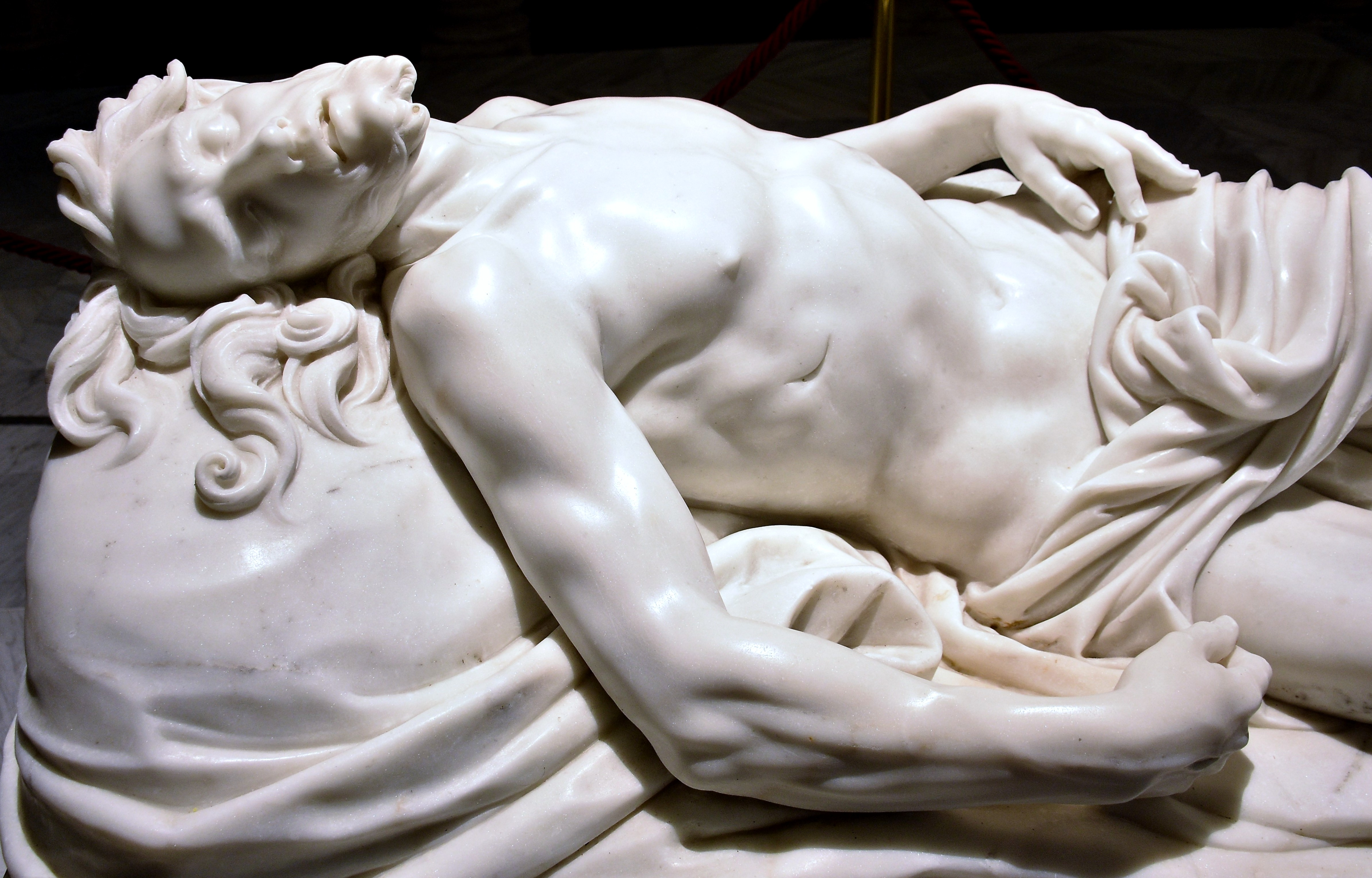
Le Christ déposé, cathédrale de Capoue.
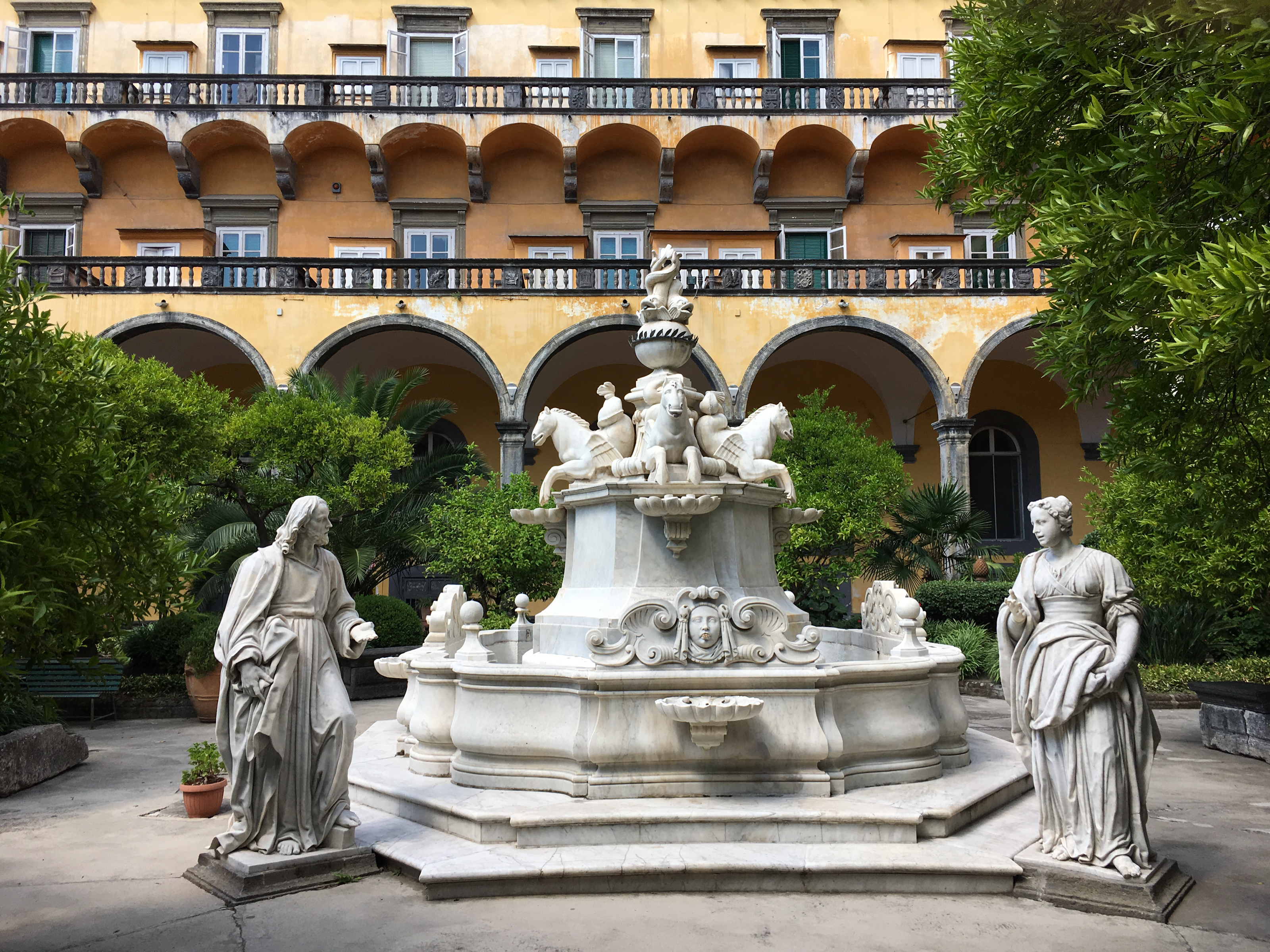
Groupe du Christ avec la Samaritaine.
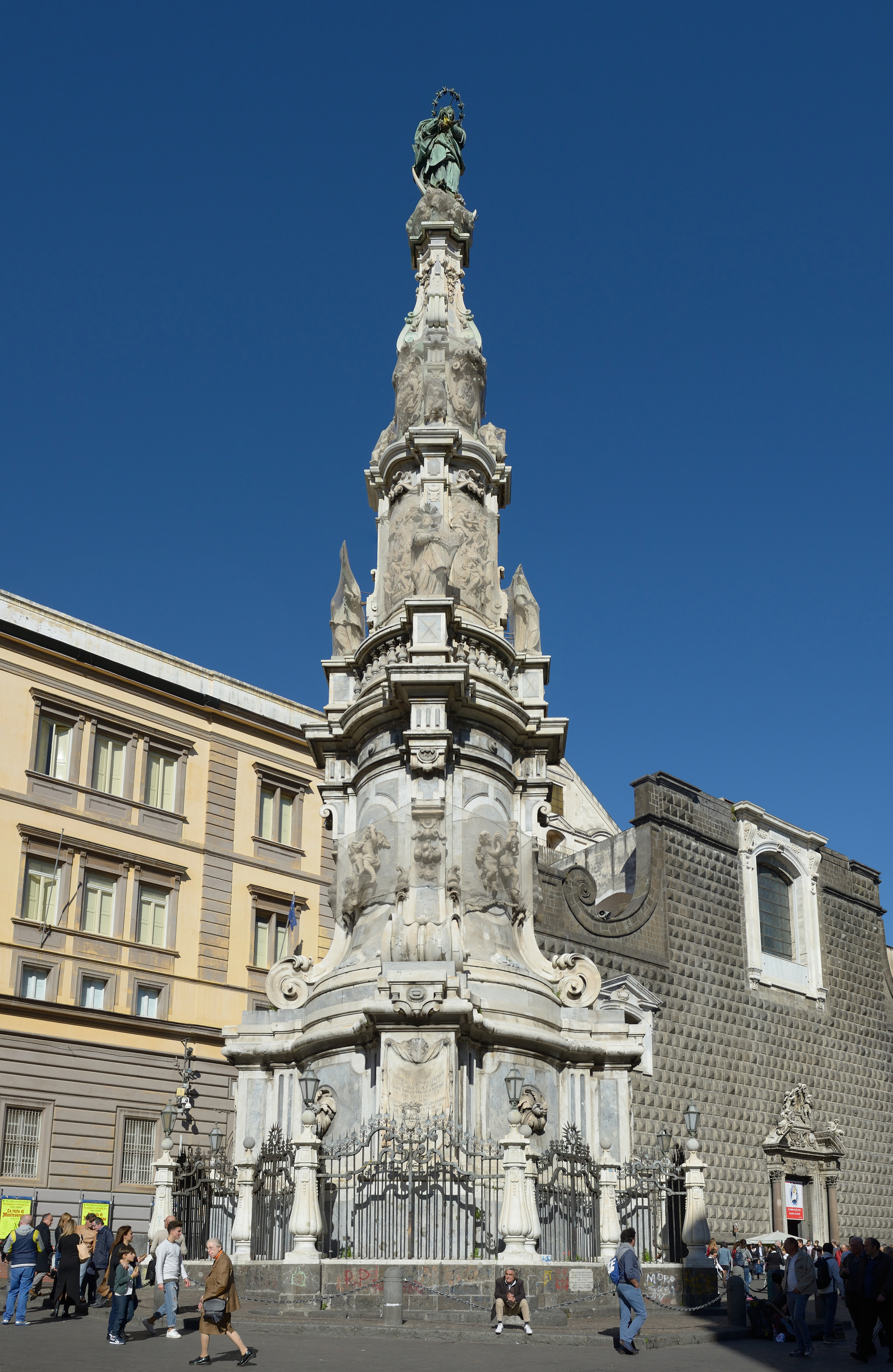
Obélisques de Naples Flèche de Guglia.

## Source
- Franco Mancini, I pastori napoletani del Settecento, Naples, Franco Di Mauro Editore, 1993